# Sędziowie z Queens
Sędziowie z Queens (ang. Queens Supreme) – komediowy serial telewizyjny przedstawiający pracę amerykańskich sędziów w nowojorskiej dzielnicy Queens. Fabuła zawiera wątki zarówno zawodowe jak i osobiste występujących w serialu postaci.

## Obsada
- Oliver Platt – Sędzia Jack Moran
- Robert Loggia – Sędzia Thomas O’Neill
- Annabella Sciorra – Sędzia Kim Vicidomini
- L. Scott Caldwell – Sędzia Rose Barnea
- Marcy Harriell – Carmen Hui
- James Madio – Mike Powell
- Sarah Wayne Callies – Kate O’Malley
- Vincent Pastore
- Kyra Sedgwick
- Saidah Arrika Ekulona

### Lista odcinków
| # | Tytuł         | Reżyseria   | Scenariusz       | Premiera         |
| - | ------------- | ----------- | ---------------- | ---------------- |
| 1 | One Angry Man | David Platt | Stephen Godchaux | 10 stycznia 2003 |